# Сизнер (Марий Эл)
Сизнер (мар. Сизнур) — деревня в Мари-Турекском районе Республики Марий Эл России. Входит в состав Хлебниковского сельского поселения.

## География
Деревня находится в восточной части республики, в зоне хвойно-широколиственных лесов, в пределах Мари-Турекского плато, при автодороге 88К-004, на расстоянии примерно 29 километров (по прямой) к юго-востоку от посёлка городского типа Мари-Турек, административного центра района. Абсолютная высота — 154 метра над уровнем моря.

### Климат
Климат характеризуется как умеренно континентальный, с умеренно холодной снежной зимой и относительно тёплым летом. Среднегодовая температура воздуха — 2,2 °С. Средняя температура воздуха самого тёплого месяца (июля) — 18,5 °C (абсолютный максимум — 38 °С); самого холодного (января) — −14 °C (абсолютный минимум — −48 °С). Продолжительность периода с устойчивыми морозами — в среднем 127 дней. Среднегодовое количество атмосферных осадков составляет 496 мм, из которых около 70 % выпадает в тёплый период период.

### Часовой пояс
Деревня Сизнер, как и вся Марий Эл, находится в часовой зоне МСК (московское время). Смещение применяемого времени относительно UTC составляет +3:00.

## Население
| 2002 | 2010 |
| ---- | ---- |
| 115  | ↘99  |

### Национальный состав
Согласно результатам переписи 2002 года, в национальной структуре населения удмурты составляли 88 % из 109 чел.

## Известные уроженцы
Романов Леонид Григорьевич (род. 1937) — советский и российский актёр театра, режиссёр-постановщик, государственный деятель. Заместитель министра культуры Удмуртской АССР (1976―1980). Главный режиссёр, режиссёр, режиссёр-постановщик Удмуртского драматического театра (1982―2020). Председатель Удмуртского отделения Всесоюзного театрального общества. Заслуженный деятель искусств РСФСР (1983). Народный артист Удмуртской АССР (1974). Почётный гражданин Ижевска (2022).